# 핀과 제이크의 어드벤처 타임 시즌 10
《핀과 제이크의 어드벤처 타임》의 열 번째 시즌은 2017년 9월 17일부터 2018년 9월 3일까지 미국 카툰 네트워크에서 방영되었다. 프레드레이터 스튜디오와 카툰 네트워크 스튜디오에서 제작한 이 작품은 종말 이후의 세상인 우 랜드에서 사는 인간 소년 핀과, 마법의 힘으로 몸의 크기와 모양을 자유자재로 변화시킬 수 있는 개 제이크의 모험을 다루고 있다.
이번 시즌은 작품의 마지막 시즌으로, 4부작 에피소드 〈Come Along with Me〉를 끝으로 종영하였다. 스토리보드 작가로 샘 올던, 그레이엄 폴크, 에릭 파운틴, 폴리 구오, 톰 허피치, 수 킴, 패트릭 맥헤일, 애덤 무토, 한나 K. 니스트롬, 켄트 오즈번, 알렉스 숀월드, 스티브 울프하드가 제작에 참여하였다.
첫 화 〈The Wild Hunt〉와 마지막 화 〈Come Along with Me〉는 미국에서 각각 77만 명과 92만 명이 시청하였다. 2018년과 2019년에 열린 프라임타임 크레이티브 아츠 에미상에서 〈Ring of Fire〉와 〈Come Along with Me〉가 후보에 오르기도 하였다. 이번 시즌의 DVD 세트는 2018년 9월 4일 발매되었다.

## 개발

### 설정
이 작품은 종말 이후의 세상인 우 랜드에서 살고 있는 인간 소년 핀과, 마법의 힘으로 몸의 크기와 모양을 자유자재로 변화할 수 있는 개 제이크의 모험을 다루고 있다. 그 외 주요 등장인물로는 버블검 공주, 얼음 대왕, 뱀파이어 여왕 마르셀린 등이 있다. 주된 에피소드 전개로는 핀과 제이크가 이상한 생명체를 조사하거나 얼음 대왕과 상대하고, 다른 이들을 돕기 위해 괴물들을 무찌르는 이야기 등이 있다. 이번 시즌에서는 자신의 삼촌 검발드와 전쟁을 치르게 된 버블검 공주의 이야기와 핀의 도움으로 어두운 면이 사라지게 된 펀의 이야기, 그리고 얼음 대왕을 사이먼으로 되돌리려 노력하는 베티의 이야기에 대해 다루고 있다.

### 제작
2016년 7월 21일, 수석 작가 켄트 오즈번은 자신의 트위터에 다음 시즌이 제작되었음을 알리는 사진을 게시하였다. 당시에 해당 시즌은 아홉 번째 시즌으로 기획되었으나 이후 카툰 네트워크에서 시즌 구분을 대대적으로 크게 바꾸며 〈The Wild Hunt〉가 열 번째 시즌의 첫 에피소드로 방영 되었다. 쇼러너 애덤 무토는 방송국에서 제작을 요청한 에피소드 수가 이전 대비 현저히 줄어들었다고 말하면서 "만약 이번 시즌이 마지막이 아니라면, 가까운 시일에 언젠가는 끝날 것임을 알고 있었다."라고 말하였다. 또한 무토는 지금이 사람들이 지치지 않고 여전히 작품에 빠져들어 있을 때 적절히 마무리할 수 있는 좋은 시기였다고 언급하였다.
이번 시즌의 스토리보드 작가진은 샘 올던(Sam Alden), 그레이엄 폴크(Graham Falk), 에릭 파운틴(Erik Fountain), 폴리 구오(Polly Guo), 톰 허피치, 수 킴(Seo Kim), 솜빌레이 제이어폰(Somvilay Xayaphone), 패트릭 맥헤일(Patrick McHale), 애덤 무토, 한나 K. 니스트롬(Hanna K. Nyström), 켄트 오즈번, 알렉스 숀월드(Aleks Sennwald), 스티브 울프하드로 구성되었다. 전 배경 디자이너 고스트슈림프(Ghostshrimp)는 "《어드벤처 타임》의 마지막 스토리 아크를 제대로 마무리 하기 위해" 다시 제작에 참여하였다. 고스트슈림프는 시즌 4 이후 작품에서 하차하였으나, 이후 시즌 7의 미니시리즈 《Stakes》와 시즌 9의 에피소드 〈Abstract〉, 〈Fionna and Cake and Fionna〉, 〈Whispers〉의 배경 디자인을 다시 맡은 바가 있었다. 전 캐릭터 디자이너, 스토리보드 작가이자 배경 디자이너인 앤디 리스타이노(Andy Ristaino)는 수정가(revisionist)로 이번 시즌에 참여하였다. 전 스토리보드 작가 리베카 슈거는 마지막 에피소드에서 〈Time Adventure〉 노래를 작사·작곡하였다.

### 종영과 결말

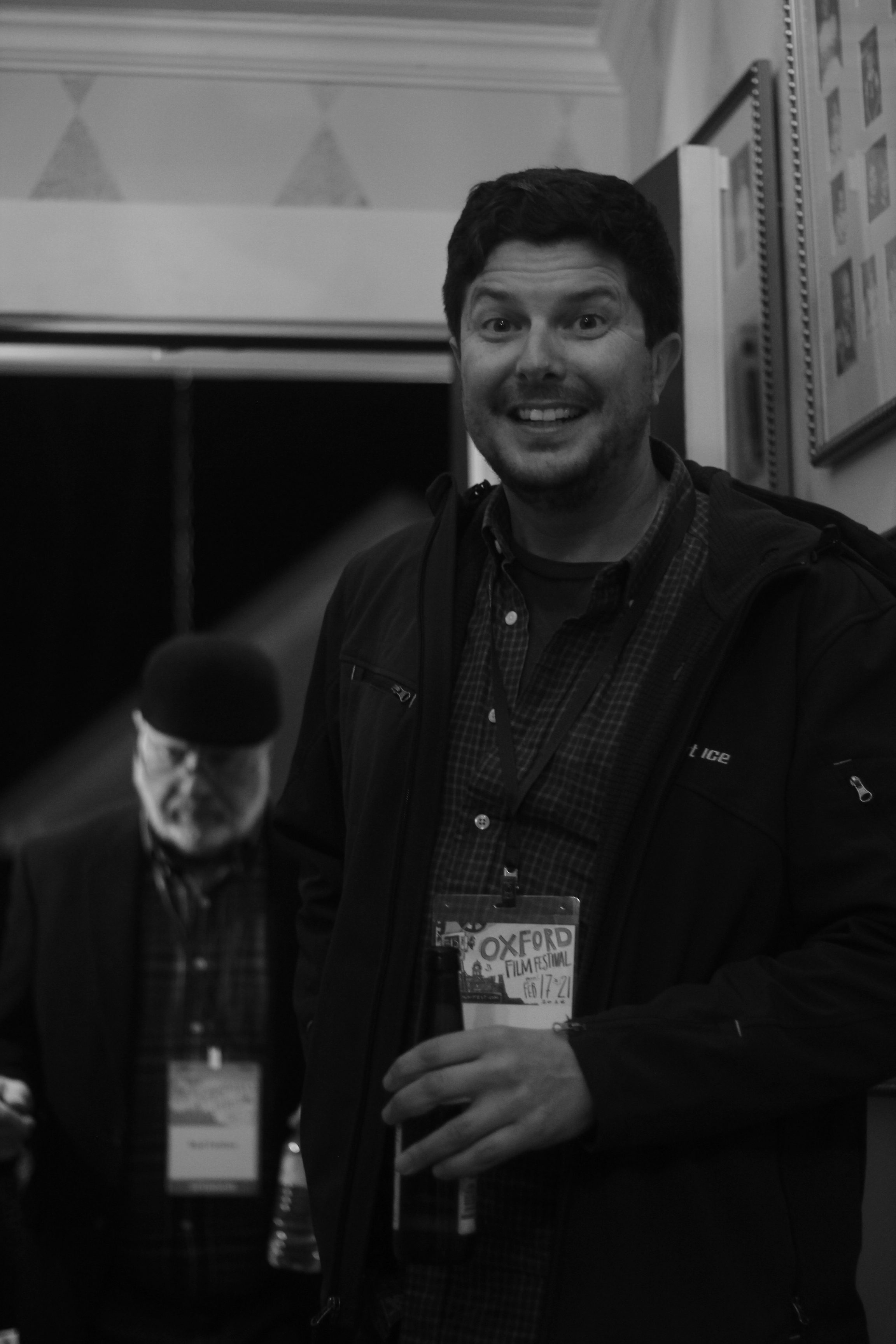
수석 작가 켄트 오즈번은 인터뷰에서 카툰 네트워크가 제작진들에게 결말에 대해 오랫동안 생각할 수 있도록 기다려주었다고 밝혔다.

시즌 후반부가 방영되는 동안 카툰 네트워크에서는 《어드벤처 타임》의 결말에 대해 논의가 여러 차례 이루어졌다. 성우 올리비아 올슨은 이 논의가 꽤 오랫동안 이루어지며 결말의 양이 점점 늘어났다고 설명하였다. 카툰 네트워크의 수석 부사장이자 최고 콘텐츠 경영자인 롭 솔처(Rob Sorcher)는 《로스앤젤레스 타임스》와의 인터뷰에서 다음과 같이 밝혔다.
카툰 네트워크에서 《어드벤처 타임》이 방영되는 횟수는 점점 줄어들고 있지만, 우리는 여전히 많은 양의 에피소드를 만들고 있었다. 그래서 나는 "결말은 비즈니스적으로 갑자기 결정할 수 있는 일이 아니라, 오랜 기간에 걸친 대화가 정말로 필요한 문제이다."라고 생각하였다. 또한 이 문제를 제때 해결하지 않는다면 프로그램이 타깃으로 하는 시청자층에서 졸업하는 팬 세대가 생겨날 것이고, 그들을 위한 아이디어도 완성하지 못하는 것이라는 생각도 들었다.
카툰 네트워크는 마지막 열 번째 시즌에 대해 기존보다 적은 에피소드 수 제작을 결정하였으며, 2016년 9월 29일 해당 시즌이 마지막 시즌임을 알렸다. 《스퀴글리》(Skwigly)와의 인터뷰에서 켄트 오즈번은 작품의 종영에 대한 자신의 생각을 아래와 같이 회고하였다.
개인적으로 한 작품에 이렇게 오랜 기간 참여한 적도 없었으며, 카툰 네트워크에서도 이렇게 많은 에피소드로 작품을 진행한 적도 없을 것이라고 생각이 든다. 때문에 지난 몇 시즌 동안 우리는 매번 놀랐던 것 같다. 그리고 많은 제작진들이 마음속으로 "대체 언제 끝나는 걸까? 여든 살이 되어도 여전히 이야기를 쓰고 있을까?"라고 생각했을 것이다. 작품이 종영한다는 것은 슬프고 모두에게 괴로운 일이지만 그렇다고 해서 너무 낙담할 수만은 없는 노릇인데, 우선 첫 번째로 다음 몇 년간은 쓸 수 있는 이야기가 창고 속에 많이 남아있기 때문이고, 두 번째는 방송국에서 우리에게 결말에 대해 충분히 생각할 수 있는 기회를 주었기 때문이다.
작가 잭 펜다비스에 따르면 작품의 각본 작업은 2016년 11월 중순에 완료되었으며, 각본을 위한 마지막 미팅은 11월 21일에 이루어졌다. 오즈번은 11월 28일에 최종 각본이 스토리보드 작가에게 넘어갔다고 트위터에 글을 올렸으며, 2017년 12월 셋째 주에 제작진들에게 에피소드가 전달되었다. 마리아 뱀퍼드, 앤디 밀로나키스 등 여러 성우진에 따르면 마지막 더빙은 2017년 1월 31일에 이루어졌다.
작품의 정규 제작은 2017년 11월 16일, 카툰 네트워크에서 주최한 종영 파티를 끝으로 최종 마무리 되었다. 작품 초기부터 제작에 참여한 제작진들과 성우진들이 모인 해당 파티에는 핀과 제이크의 나무집의 모양을 본뜬 DJ 부스와 라이브 밴드, 《어드벤처 타임》을 주제로 한 음식 등이 준비되었다. 종영 이후 제작진 일부는 《어드벤처 타임》의 줄거리 작가였던 줄리아 포트의 신작 《썸머 캠프 아일랜드》 제작에 참여하였다.
2017년 11월 17일에는 마이크로소프트의 게임 스튜디오 모장의 《마인크래프트》를 주제로 한 보너스 에피소드  〈Diamonds and Lemons〉가 제작된다는 사실이 공개되었다. 해당 에피소드를 위해 2017년 말부터 2018년 초까지 일부 제작진들은 정식 제작이 종료된 이후에도 한동안 제작에 참여하였다. 애덤 무토에 따르면 이 에피소드는 열 번째 시즌과는 별도로 제작되었으며, 마지막 에피소드 〈Come Along with Me〉 이전인 2018년 8월 2일에 방영되었다.

## 방영 및 반응

### 방영
여섯 번째 시즌부터 계속 이어진 소위 "에피소드 폭탄"이라고 부르는 연속 방영은 마지막 시즌에서도 이루어졌다. 2017년 9월 17일에는 1화부터 4화, 2017년 12월 17일에는 5화부터 8화, 끝으로 2018년 3월 18일에는 9화부터 12화가 연속 방영되었다.

### 시청자 수
첫 에피소드 〈The Wild Hunt〉는 77만 명이 시청하였고 18-49 연령대 닐슨 시청률에서 0.24를 기록하였다. 이는 동시간대 TV를 시청한 18세에서 49세 사이의 모든 가구 중 0.24%가 해당 에피소드를 시청하였다는 의미이다. 85만 명이 시청한 지난 시즌의 마지막 에피소드 〈Three Buckets〉에 비하면 감소한 수치를 보였으나, 71만 명이 시청한 첫 에피소드 〈Orb〉에 비하면 소폭 증가세를 보였다. 마지막 화 〈Come Along with Me〉는 4부작으로 방영되었으며, 92만 1천 명의 시청자 수와 18-49 연령대 닐슨 시청률 0.25를 기록하였다. 해당 에피소드는 당일 방영된 케이블 방송 프로그램 시청 순위 중 25위를 기록하였다.

### 평가 및 수상
《엔터테인먼트 위클리》는 2018년 최고의 작품 목록 중 10위에 작품을 올리면서 "《어드벤처 타임》 특유의 별난 트레이드 마크로 모든 에피소드가 빛났다. 매력적인 동화와 같은 논리, 생각지도 못한 다크 유머, 본격적인 우주 모험, 그리고 11분이라는 시간 안에 신화를 써내렸다가 없애버릴 수 있는 능력이 그 예시이다."라고 설명하였다.
2018년 열린 제70회 프라임타임 크레이티브 아츠 에미상에서는 〈Ring of Fire〉가 최고의 단편 애니메이션 프로그램(Outstanding Short-format Animated Program)의 후보에 올랐으며, 이듬해 열린 제71회 시상식에서는 〈Come Along with Me〉가 최고의 애니메이션 프로그램 후보에 올랐다.

## 에피소드 목록
| 전체 번호 | 시즌 번호 | 제목 한국어판 제목                       | 슈퍼바이징 감독                | 작가 | 본 방송 날짜     | 한국 방송 날짜   | 제작 번호 | 시청자 수 (100만) |
| --------- | --------- | ---------------------------------------- | ------------------------------ | --- | ---------------- | ---------------- | --------- | ----------------- |
| 267       | 1         | "The Wild Hunt" "괴물 사냥"              | 콜 산체스                      | 샘 올던, 에릭 파운틴, 폴리 구오                                                                               | 2017년 9월 17일  | 2018년 5월 4일   | 1054-275  | 0.77              |
| 268       | 2         | "Always BMO Closing" "판매왕 비모"       | 다이애나 라피아티스            | 그레이엄 폴크, 켄트 오즈번                                                                                    | 2017년 9월 17일  | 2018년 5월 4일   | 1054-273  | 0.77              |
| 269       | 3         | "Son of Rap Bear" "랩 베어의 아들"       | 다이애나 라피아티스            | 수 킴, 솜빌레이 제이어폰                                                                                      | 2017년 9월 17일  | 2018년 5월 4일   | 1054-276  | 0.77              |
| 270       | 4         | "Bonnibel Bubblegum" "보니벨 버블검"     | 다이애나 라피아티스            | 한나 K. 니스트롬, 알렉스 숀월드                                                                               | 2017년 9월 17일  | 2018년 5월 4일   | 1054-274  | 0.77              |
| 271       | 5         | "Seventeen" "열일곱"                     | 콜 산체스                      | 수 킴, 솜빌레이 제이어폰                                                                                      | 2017년 12월 17일 | 2018년 8월 17일  | 1054-281  | 0.76              |
| 272       | 6         | "Ring of Fire" "반지의 여정"             | 콜 산체스                      | 톰 허피치, 스티브 울프하드                                                                                    | 2017년 12월 17일 | 2018년 8월 17일  | 1054-277  | 0.76              |
| 273       | 7         | "Marcy & Hunson" "마시와 헌슨"           | 콜 산체스                      | 그레이엄 폴크, 애덤 무토                                                                                      | 2017년 12월 17일 | 2018년 8월 17일  | 1054-278  | 0.76              |
| 274       | 8         | "The First Investigation" "첫 번째 사건" | 다이애나 라피아티스            | 한나 K. 니스트롬, 알렉스 숀월드                                                                               | 2017년 12월 17일 | 2018년 8월 17일  | 1054-279  | 0.76              |
| 275       | 9         | "Blenanas" "블레나나"                    | 다이애나 라피아티스            | 샘 올던, 패트릭 맥헤일                                                                                        | 2018년 3월 18일  | 2018년 9월 24일  | 1054-280  | 0.53              |
| 276       | 10        | "Jake the Starchild" "별에서 온 제이크"  | 콜 산체스                      | 한나 K. 니스트롬, 알렉스 숀월드                                                                               | 2018년 3월 18일  | 2018년 9월 24일  | 1054-283  | 0.53              |
| 277       | 11        | "Temple of Mars" "화성의 전당"           | 다이애나 라피아티스            | 톰 허피치, 스티브 울프하드                                                                                    | 2018년 3월 18일  | 2018년 9월 24일  | 1054-282  | 0.53              |
| 278       | 12        | "Gumbaldia" "검볼디아"                   | 다이애나 라피아티스            | 샘 올던, 그레이엄 폴크                                                                                        | 2018년 3월 18일  | 2018년 9월 24일  | 1054-284  | 0.53              |
| 280       | 13        | "Come Along with Me" "모두 다 함께"      | 콜 산체스, 다이애나 라티파이스 | 톰 허피치, 스티브 울프하드, 수 킴, 솜빌레이 제이어폰, 한나 K. 니스트롬, 알렉스 숀월드, 샘 올던, 그레이엄 폴크 | 2018년 9월 3일   | 2018년 12월 23일 | 1054-285  | 0.92              |
| 281       | 14        | "Come Along with Me" "모두 다 함께"      | 콜 산체스, 다이애나 라티파이스 | 톰 허피치, 스티브 울프하드, 수 킴, 솜빌레이 제이어폰, 한나 K. 니스트롬, 알렉스 숀월드, 샘 올던, 그레이엄 폴크 | 2018년 9월 3일   | 2018년 12월 23일 | 1054-286  | 0.92              |
| 282       | 15        | "Come Along with Me" "모두 다 함께"      | 콜 산체스, 다이애나 라티파이스 | 톰 허피치, 스티브 울프하드, 수 킴, 솜빌레이 제이어폰, 한나 K. 니스트롬, 알렉스 숀월드, 샘 올던, 그레이엄 폴크 | 2018년 9월 3일   | 2018년 12월 23일 | 1054-287  | 0.92              |
| 283       | 16        | "Come Along with Me" "모두 다 함께"      | 콜 산체스, 다이애나 라티파이스 | 톰 허피치, 스티브 울프하드, 수 킴, 솜빌레이 제이어폰, 한나 K. 니스트롬, 알렉스 숀월드, 샘 올던, 그레이엄 폴크 | 2018년 9월 3일   | 2018년 12월 23일 | 1054-288  | 0.92              |

## 홈 미디어

### 미국 발매
미국에서는 시즌 8부터 10까지의 모든 에피소드를 포함하는 DVD 세트가 2018년 9월 4일 발매되었다.
| 《Adventure Time: The Final Seasons》                                        |                                                                              |                                                                    |                                                                    |
| 세부 정보                                                                    | 세부 정보                                                                    | 특별 부록                                                          | 특별 부록                                                          |
| - 시즌 8-10 - 에피소드 58편 - 1.78:1 종횡비 - 영어 자막 - 돌비 스테레오 지원 | - 시즌 8-10 - 에피소드 58편 - 1.78:1 종횡비 - 영어 자막 - 돌비 스테레오 지원 | - 애니매틱스 영상 - 데모 노래 - 캐릭터 아트 갤러리 - 비하인드 영상 | - 애니매틱스 영상 - 데모 노래 - 캐릭터 아트 갤러리 - 비하인드 영상 |
| 발매 날짜                                                                    |                                                                              |                                                                    |                                                                    |
| 지역 코드 1                                                                  | 지역 코드 4                                                                  | 지역 코드 A                                                        | 지역 코드 B                                                        |
| 2018년 9월 4일                                                               | 해당 없음                                                                    | 해당 없음                                                          | 해당 없음                                                          |

### 오스트레일리아 발매
오스트레일리아에서는 2019년 2월 20일, 시즌 10의 모든 에피소드를 담은 DVD와 블루레이 디스크가 발매되었다.
| 《Adventure Time: The Complete Tenth Season》                              |                                                                            |                               |                               |
| 세부 정보                                                                  | 세부 정보                                                                  | 특별 부록                     | 특별 부록                     |
| - 시즌 10 - 에피소드 16편 - 1.78:1 종횡비 - 영어 자막 - 돌비 스테레오 지원 | - 시즌 10 - 에피소드 16편 - 1.78:1 종횡비 - 영어 자막 - 돌비 스테레오 지원 | - 애니매틱스 영상 - 데모 노래 | - 애니매틱스 영상 - 데모 노래 |
| 발매 날짜                                                                  |                                                                            |                               |                               |
| 지역 코드 1                                                                | 지역 코드 4                                                                | 지역 코드 A                   | 지역 코드 B                   |
| 해당 없음                                                                  | 2019년 2월 20일                                                            | 해당 없음                     | 2019년 2월 20일               |

## 같이 보기
- 《어드벤처 타임: 머나먼 땅》
- 《어드벤처 타임: 피오나와 케이크》